# Островець-Свєнтокшиський
Остро́вець-Свентокшиський (пол. Ostrowiec Świętokrzyski) — місто в південно-центральній Польщі, на річці Каменна.
Адміністративний центр Островецького повіту Свєнтокшиського воєводства.
Промисловий центр (металургія, легка промисловість, поліграфія)

## Демографія
Демографічна структура станом на 31 березня 2011 року:
|          | Загалом | Допрацездатний вік | Працездатний вік | Постпрацездатний вік |
| -------- | ------- | ------------------ | ---------------- | -------------------- |
| Чоловіки | 35044   | 5985               | 24960            | 4099                 |
| Жінки    | 38633   | 5651               | 23330            | 9652                 |
| Разом    | 73677   | 11636              | 48290            | 13751                |

За даними 2005 середній дохід на душу населення 1,505.28 злотих.

## Міста побратими
- Біла Церква
- Женнвільє
- Пінето
- Бекабад

## Галерея

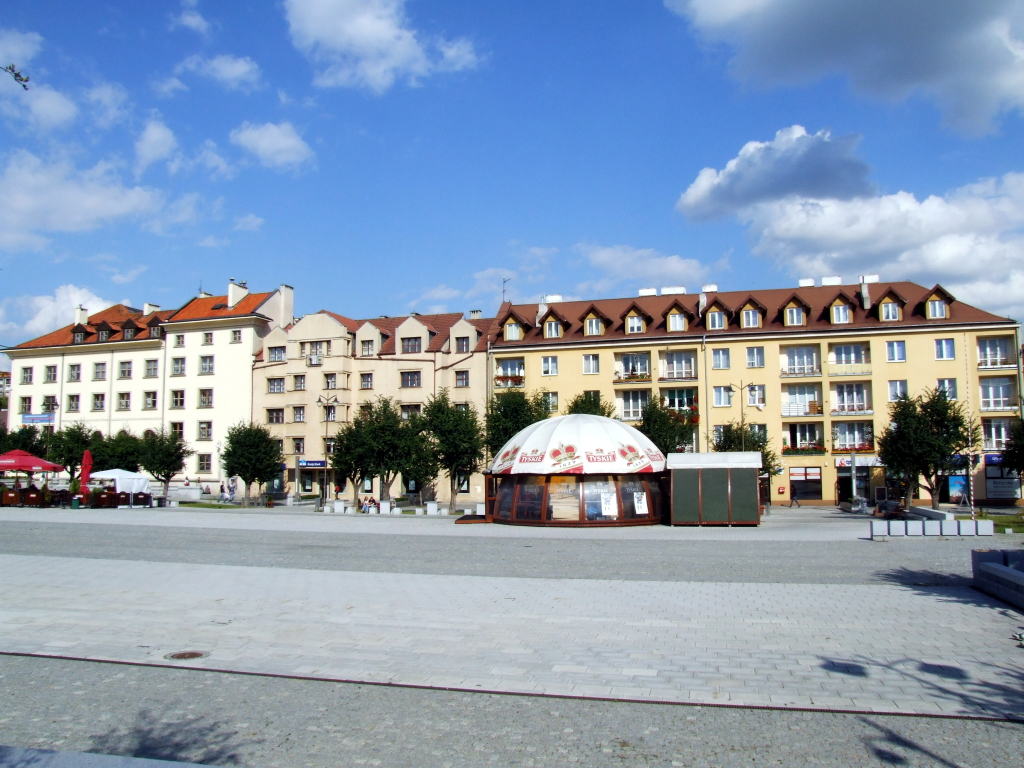
Ринок
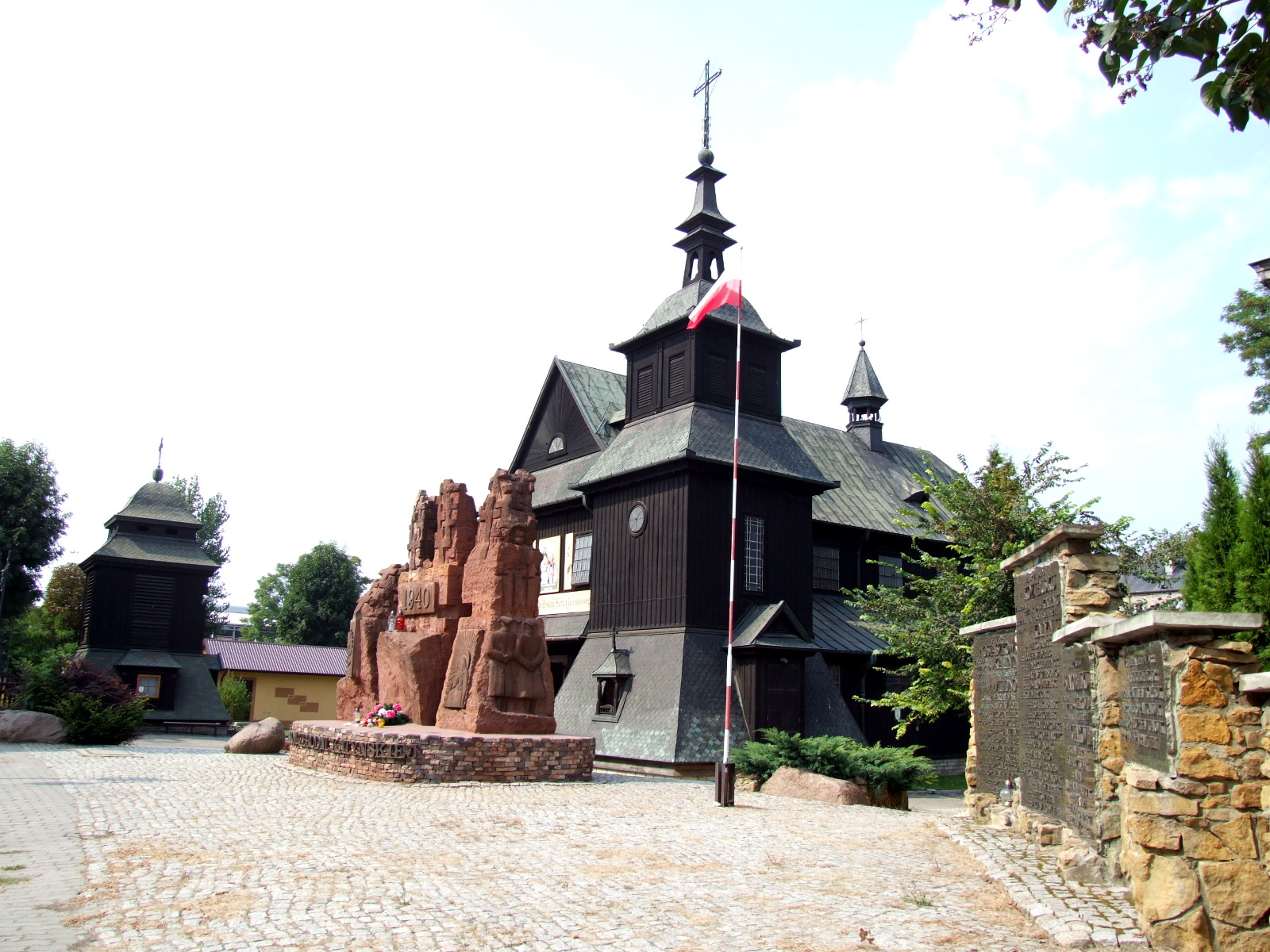
Церква
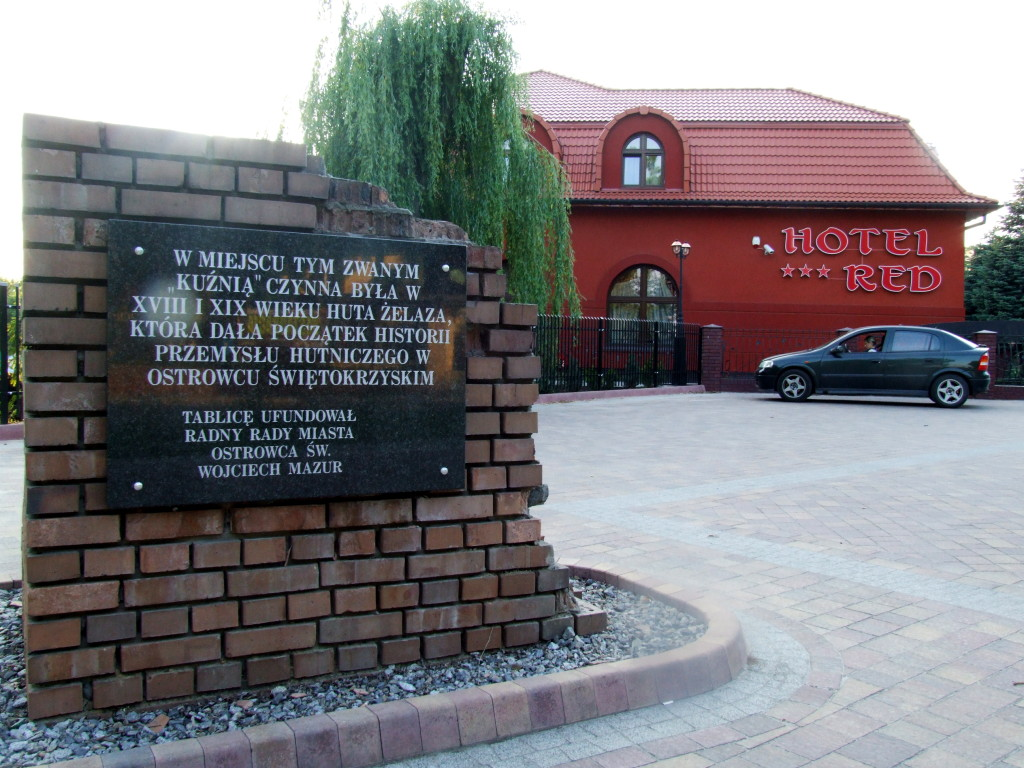
Меморіальна дошка
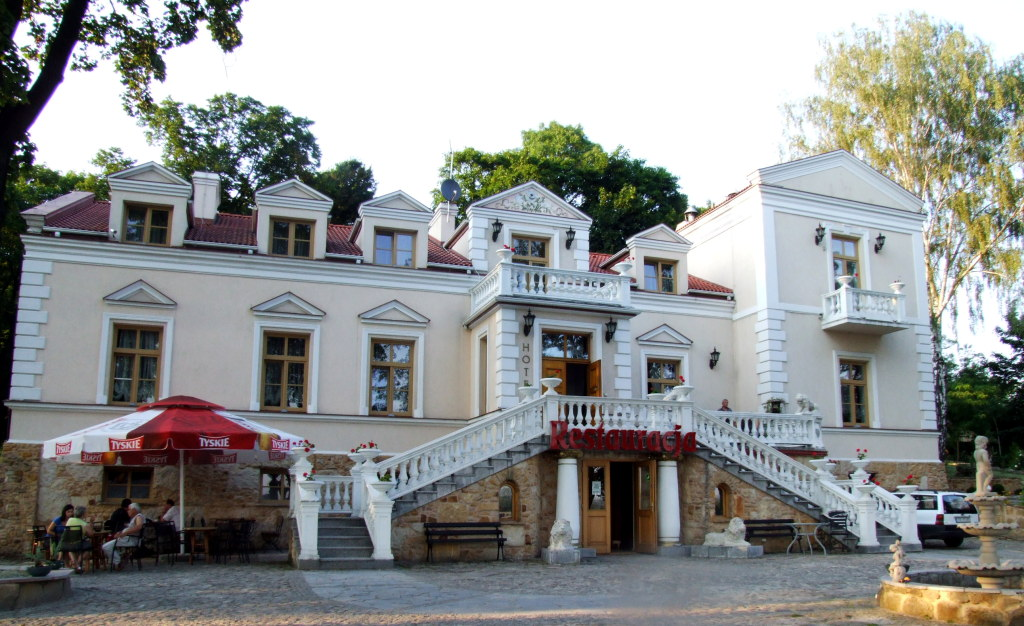
Готель
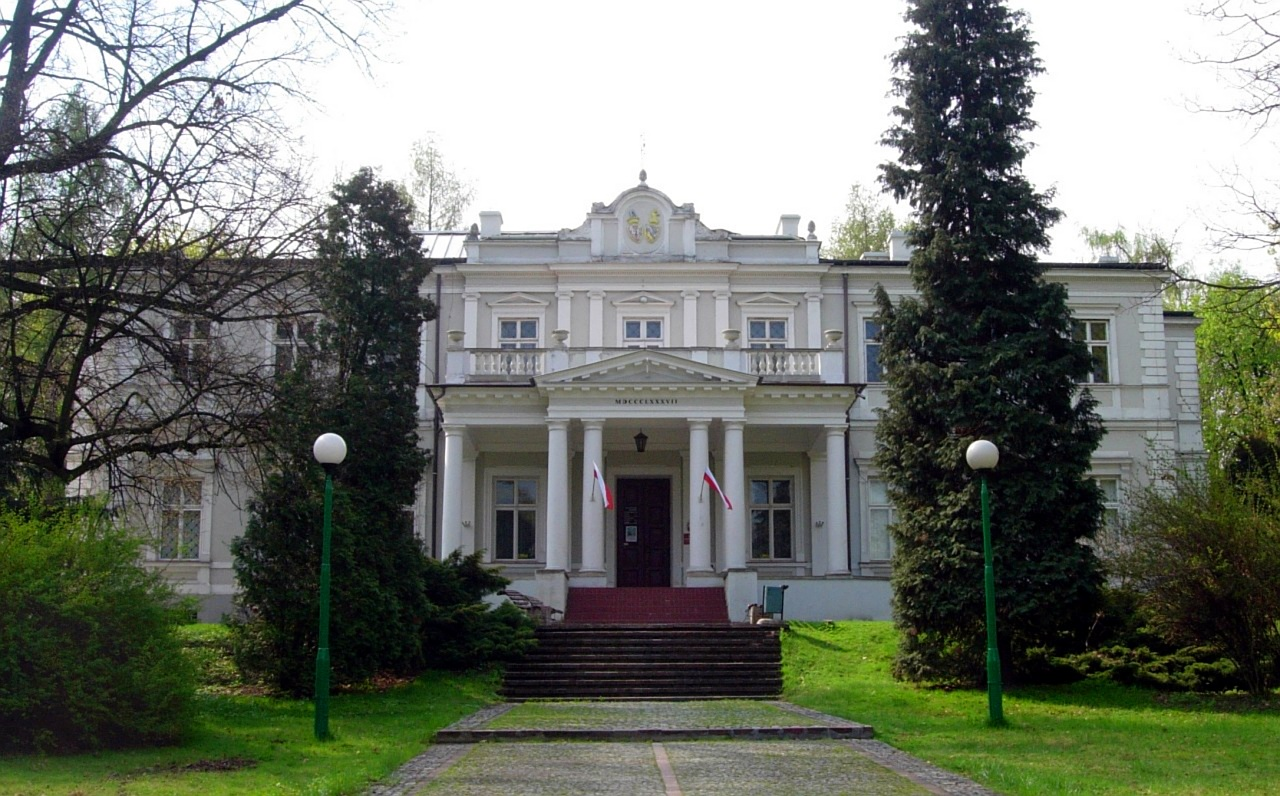
Музей
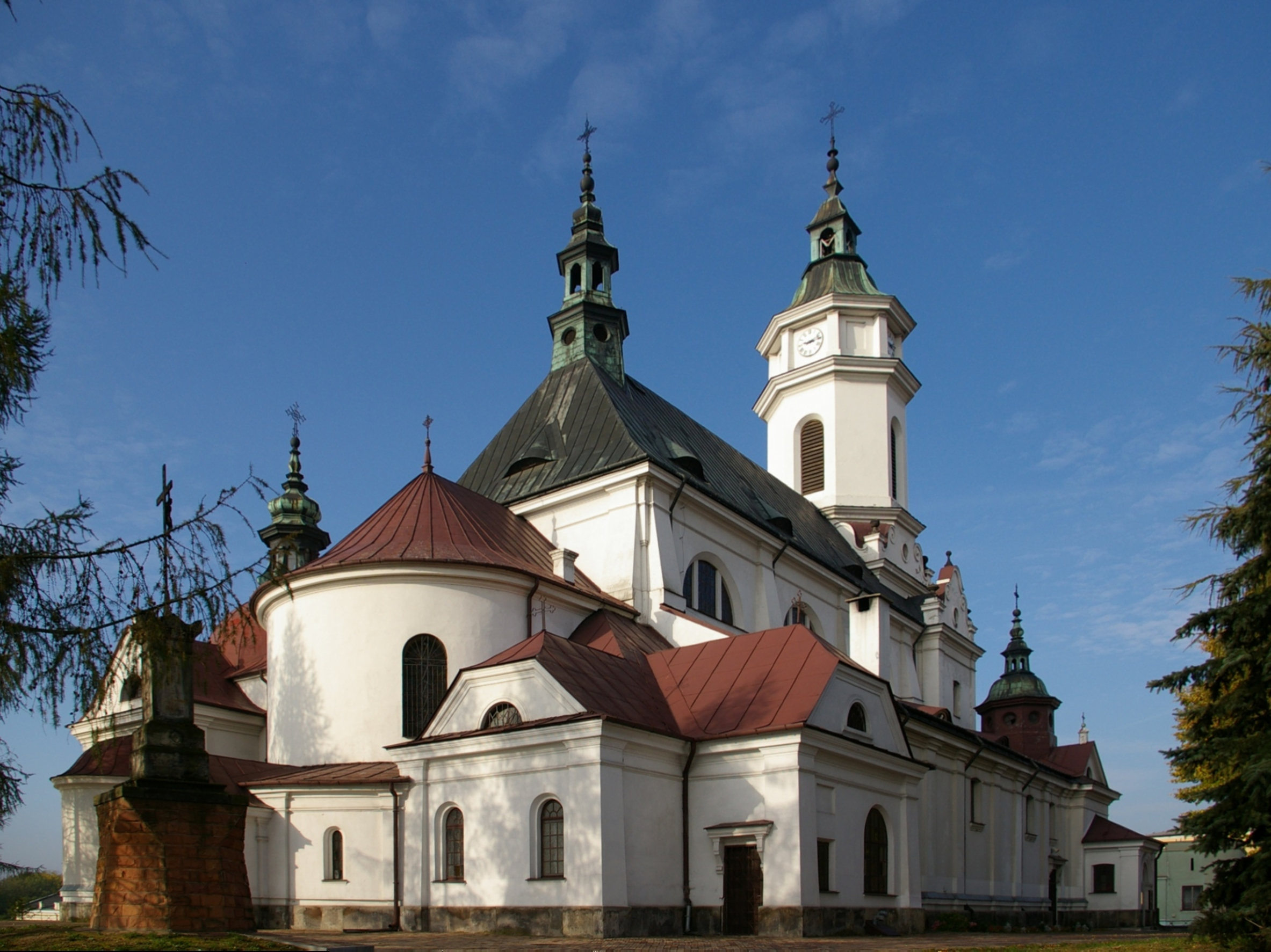
Церква
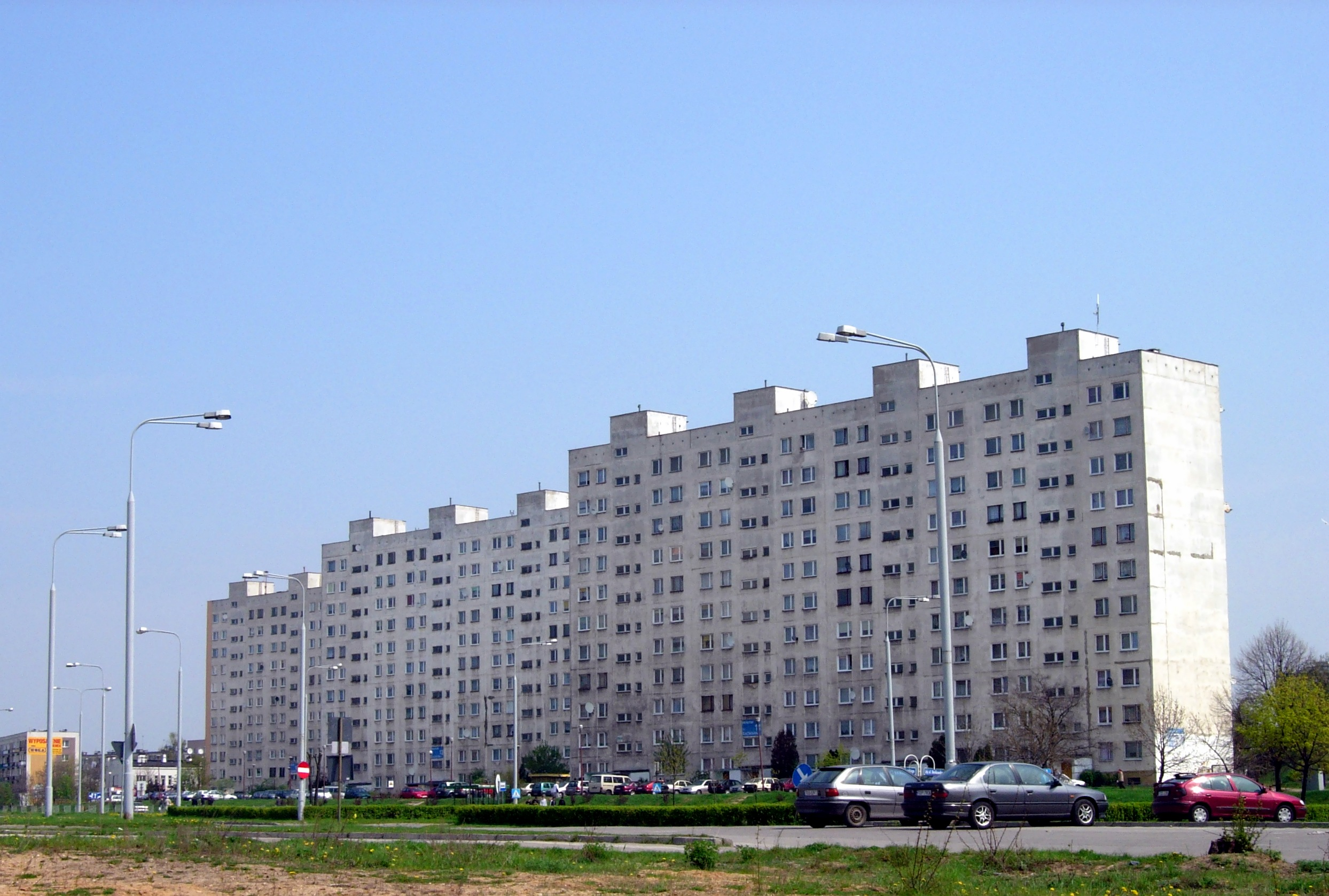
Блоки
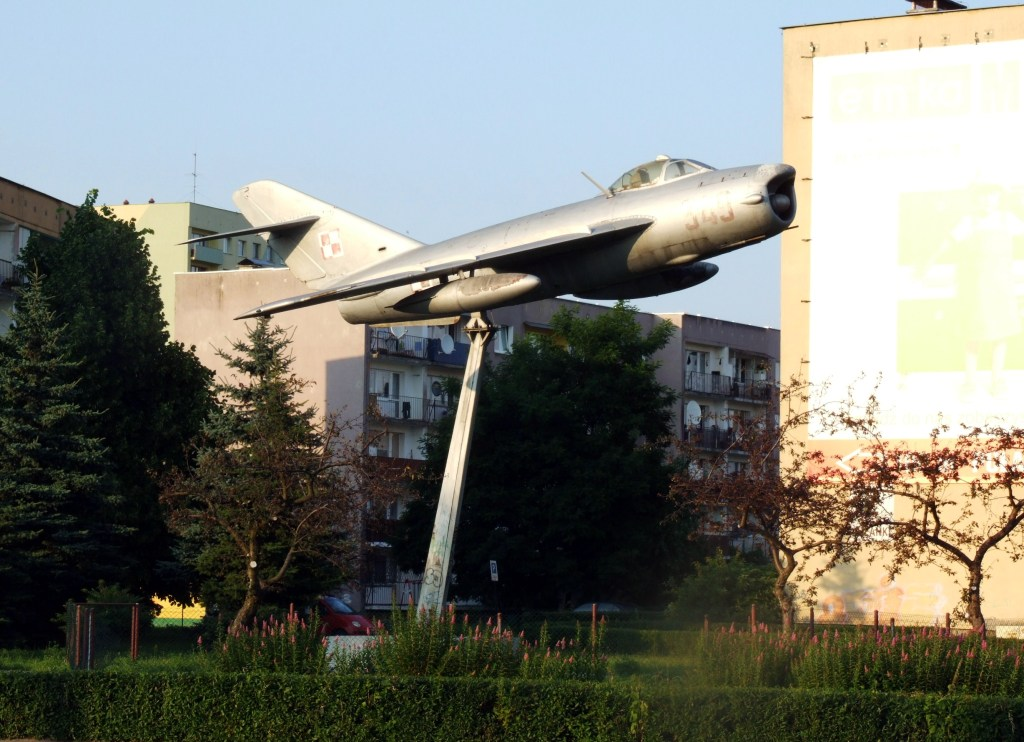
МіГ-17PF